# Бански Студјењец
Бански Студјењец (слч. Banský Studenec) насељено је мјесто са административним статусом сеоске општине (слч. obec) у округу Банска Штјавњица, у Банскобистричком крају, Словачка Република.

## Становништво
| Година:    | 1994. | 2004.   | 2014.   | 2024.   |
| ---------- | ----- | ------- | ------- | ------- |
| Број људи: | 465   | 469     | 463     | 461     |
| Разлика:   |       | +0,86 % | -1,27 % | -0,43 % |

| Година:    | 2023. | 2024. |
| ---------- | ----- | ----- |
| Број људи: | 461   | 461   |
| Разлика:   |       | +0 %  |

Према подацима о броју становника из 2011. године насеље је имало 457 становника.